# 中国棒球協会
中国棒球協会（ちゅうごくぼうきゅうきょうかい，Chinese Baseball Association）は1986年に成立した中国の野球協会。中国野球リーグなどの野球の大会を開催する。

## 歴史
- 1932年 - 梁扶初が中国に野球を伝えたとされる。
- 1979年 - 中国棒塁協会（ソフトボールとの合同組織）が成立。
- 1986年 - 中国棒塁協会から独立して中国棒球協会が成立。
- 2002年 - 中国野球リーグを発足させる。
- 2007年 - ニューヨーク・ヤンキースのランディ・レビン社長とブライアン・キャッシュマンGMらが中国を訪問。業務提携や人材交流など、協力関係を締結。